# Шаньдун
Шаньдун (кит. трад. 山東, спр. 山东, піньїнь: Shandong, МФА: [ʂán tʊ́ŋ],  схід гір) — провінція на сході Китаю. Столиця — місто Цзінань (місто на півдні річки Цзі), найбільший порт — Циндао. Населення — 91,800 млн (дані на 2004 р.) Площа 156700 км². Узбережжя Жовтого Моря в провінції — 3000 км.

## Історія
Вперше топонім «Шаньдун» з'явився за часів чжурчженської імперії Цзінь, коли в 1142 році були утворені «Східна провінція Шаньдун» (山东 东路, адміністративний центр — Цінчжоу) і «Західна провінція Шаньдун» (山东 西路, адміністративний центр — Дунпін).
Об'єднана провінція Шаньдун вперше з'явилася лише за часів імперії Мін; в той час до її складу входив і Ляодунський півострів. Після маньчжурського завоювання Китаю ці землі опинилися в складі імперії Цін, і провінція, втративши Ляодун, набула майже сучасного вигляду кордонів.
В середині XX століття, коли після капітуляції Японії в Китаї розгорнулася повномасштабна громадянська війна, гірські райони Шаньдуна були одними з основних баз китайських комуністів. Повністю гомінданівські війська були вигнані з Шаньдуна до червня 1949 року. Створений комуністами під час партизанської боротьби Шаньсі-Хебей-Шаньдун-Хенаньський звільнений район став основою утвореного в серпні 1949 року Спеціального району Ханьдань, і тому частина земель, що входили до війни до складу провінції Шаньдун, перейшла до складу провінції Хебей.
Після утворення КНР новою владою була створена в центрі країни провінція Пін'юань, проте вже в 1952 році вона була розформована, і її східні землі були приєднані до провінції Шаньдун. В цьому році був змінений кордон між провінціями Шаньдун і Хебей, і з того часу провінція набула сучасних меж. Крім того після утворення КНР до складу провінції Шаньдун були включені Сюйчжоу і Ляньюньган, проте в 1953 році була утворена провінція Цзянсу, і ці землі були передані в її склад.
У 2019 році міський округ Лайу був приєднаний до Цзінаню; його район Гайчен зберіг назву, а район Лайчен став районом Лайу.

## Адміністративний поділ
| Карта         | #                               | Українська назва | Китайська назва | Піньінь |
| ------------- | ------------------------------- | ---------------- | --------------- | ------- |
|               | Міста субпровінційного значення |                  |                 |         |
| 1             | Цзінань                         | 济南市           | Jǐnán Shì       |         |
| 2             | Циндао                          | 青岛市           | Qīngdǎo Shì     |         |
| Міські округи |                                 |                  |                 |         |
| 3             | Біньчжоу                        | 滨州市           | Bīnzhōu Shì     |         |
| 4             | Дечжоу                          | 德州市           | Dézhōu Shì      |         |
| 5             | Дун'їн                          | 东营市           | Dōngyíng Shì    |         |
| 6             | Хецзе                           | 菏泽市           | Hézé Shì        |         |
| 7             | Цзінін                          | 济宁市           | Jìníng Shì      |         |
| 8             | Цзибо                           | 淄博市           | Zībó Shì        |         |
| 9             | Ляочен                          | 聊城市           | Liáochéng Shì   |         |
| 10            | Ліньї                           | 临沂市           | Línyí Shì       |         |
| 11            | Жичжао                          | 日照市           | Rìzhào Shì      |         |
| 12            | Тайань                          | 泰安市           | Tài'ān Shì      |         |
| 13            | Вейфан                          | 潍坊市           | Wéifāng Shì     |         |
| 14            | Вейхай                          | 威海市           | Wēihǎi Shì      |         |
| 15            | Яньтай                          | 烟台市           | Yāntái Shì      |         |
| 16            | Цзаочжуан                       | 枣庄市           | Zǎozhuāng Shì   |         |

## Економіка
- Установка дегідрогенізації бутилену в Дун'їні

## Культура
Територія провінції Шаньдунь була місцем розвитку декількох неолітичних культур, які отнимали назви за місцями їх відкриття у регіоні: Хоулі 后李 (6500-5500 до н. е.), Бейісінь 北辛 (5300–4100 до н. е.), Давенькоу 大汶口 (4100–2600 до н. е.). Найвідоміша та трохи пізніша, Луншань 龙山 (3000–2000 BCE) була віднайдена у 1928 році, 25 км від Цзінані. Культура Луншань було змінено культурою Юеши 岳石, 1900—1500 до н. е., яка зрештом була інтегрована до культури Шан.
Шаньдуньське місто Цюйфу — місце народження Конфуція; Шоуцюй біля Цюйфу — місце народження легендарного Жовтого імператора.
Через виняткове культурне значення регіону, німецький вплив у Шаньдуні наприкінці 19 ст. (див. Цзяочжоу) спричинив сплеск анти-західних настроїв серед китайського населення.
У м. Гаотань народився сучасний китайський художник Лі Кучань (1899—1983).